# ليفيت هاريس
ليفيت هاريس (بالإنجليزية: Levett Harris)‏ هو تاجر ودبلوماسي أمريكي من فيلاديلفيا. كان أول أمريكي يشغل منصب القنصل العام (1803-1816) في روسيا بعد اعترافها بالولايات المتحدة.

## تاريخ
في عام 1803، رفض هاريس منصب القنصل في روتردام فعينه الرئيس الأمريكي توماس جيفرسون قنصلا عاما في مدينة سان بطرسبرغ (1803-1816) خلال حكم القيصر ألكسندر الأول، حيث عمل على مساعدة التجار وموظفيهم على متن السفن في فهم قوانين التجارة الروسية والامتثال لها.
كان هاريس المسؤول الأمريكي الأعلى رتبة في سانت بطرسبرغ الذي يحظى بتقدير كبير من قبل القيصر ألكسندر الأول ووزير خارجيته، وهي المكانة التي استغلها هاريس لتقديم عدد من الشخصيات الأمريكية البارزة على رأسهم الديبلوماسي جويل روبرتس بوينسيت. في منتصف عام 1812، أعلنت الولايات المتحدة الحرب على بريطانيا العظمى، مما أدى إلى حرب عام 1812. فحاول القيصر ألكسندر لعب دور الوساطة في الصراع بين أطراف النزاع، فعين الرئيس الأمريكي وفدا مسؤولا عن التفاوض على نهاية الحرب كان على رأسهم السفير جون كوينسي آدامز وأمين وزارة الخزانة ألبرت غالاتين والسناتور الفيدرالي جيمس أ. بايارد، لكن البريطانيين رفضوا عرض وساطة القيصر ألكسندر، على أمل بدء المفاوضات في مكان آخر.

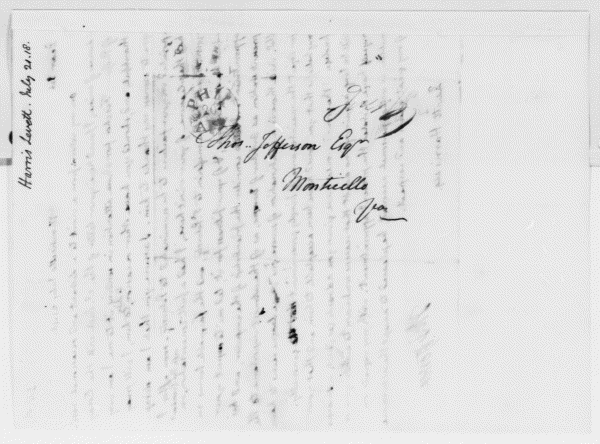
رسالة من توماس جيفرسون إلى الدبلوماسي الأمريكي ليفيت هاريس، 21 يوليو 1818. مُرسلة من مونتايسلو، مقاطعة ألبيمارل، فيرجينيا. مكتبة الكونغرس، واشنطن العاصمة.

في عام 1813، عين هاريس بقرار من الرئيس الأمريكي جيمس ماديسون سكرتيرًا للجنة السلام، وهو الدور الذي اضطره إلى السفر إلى أمستردام ثم لندن حيث قضى جزءًا من شتاء وربيع عام 1814 في إنجلترا ومع مغادرة آدمز روسيا في أبريل من نفس السنة؛ جرى استدعائه فورا إلى سان بطرسبرغ، حيث شغل منصب القائم بالأعمال في غياب آدامز الذي سافر إلى غنت من أجل مفاوضات السلام للحرب الأمريكية البريطانية.
طمح هاريس أن يكون وزيرا للولايات المتحدة الأمريكية في روسيا إلا أنه فشل في ذلك بعد تضرر سمعته من عدة اتهامات بالفساد وجهت له من قبل التاجر الأمريكي "ويليام دي لويس" الذي زعم استغلال هاريس لمنصبه القنصلي في الحصول على رشاوى مقابل السماح للسفن المشكوك فيها والبضائع الغير مشروعة من عبور الجمارك عن طريق لجنة الحياد الروسية. وفي عام 1819، رفع ليفيت هاريس دعوى تشهير قضائية ملحمية ضده، إلا أن المحكمة العليا في بنسلفانيا قضت بتلقي هاريس لتعويضات رمزية فقط.
في عام 1821، قبلت الجمعية الفلسفية الأمريكية ليفيت هاريس في عضويتها. وفي عام 1810، أقدم ابن شقيق هاريس على تغيير اسمه رسميًا من "جون هاريس بوغسلي" إلى "جون ليفيت هاريس" ليتبع عمه كقنصل في سانت بطرسبرغ حيث خدم من 1816 إلى 1819.
في عام 1833، عين الرئيس الأمريكي أندرو جاكسون هاريس قائماً بالأعمال في فرنسا.

## معلومات
1. ↑  أصبح جون كوينسي آدامز فيما بعد الرئيس السادس للولايات المتحدة، وقاد وفدا للتفاوض على معاهدة غنت وإنهاء حرب عام 1812.[4]